# Euastrum crassangulatum
Euastrum crassangulatum là một loài Song tinh tảo trong họ Desmidiaceae, thuộc chi Euastrum.